# Starless and Bible Black
Albums de King Crimson
Larks' Tongues in Aspic
(1973) Red
(1974)
Starless and Bible Black est le sixième album du groupe britannique King Crimson, sorti en 1974. Son titre est une citation de la pièce radiophonique de Dylan Thomas Au bois lacté.
Il se compose en majeure partie d'improvisations enregistrées en concert, avec les applaudissements du public coupés : seuls les titres The Great Deceiver et Lament ont été entièrement enregistrés en studio. The Mincer a été enregistré à Zürich, avec la voix de John Wetton ajoutée ensuite en studio, et les longues pièces Trio, Fracture et Starless and Bible Black ont été enregistrées le 23 novembre 1973 au Concertgebouw d'Amsterdam, de même que l'introduction de The Night Watch (le reste a été enregistré en studio). L'intégralité de ce concert est parue en CD en 1997 sous le titre The Night Watch.

## Liste des titres
| 1.    | The Great Deceiver       | 4:02  |
| 2.    | Lament                   | 4:00  |
| 3.    | We'll Let You Know       | 3:46  |
| 4.    | The Night Watch          | 4:37  |
| 5.    | Trio                     | 5:41  |
| 6.    | The Mincer               | 4:10  |
| 7.    | Starless and Bible Black | 9:11  |
| 8.    | Fracture                 | 11:14 |
| 46:41 |                          |       |

## Musiciens
- Robert Fripp : guitare, mellotron, Hohner pianet
- John Wetton : chant, basse
- Bill Bruford : batterie, percussions
- David Cross : violon, alto, mellotron, Hohner pianet
- Richard Palmer-James : textes